# Markaz al ‘Ayyāţ
Markaz al ‘Ayyāţ (arabiska: مركز العياط) är en region i Egypten.   Den ligger i guvernementet Giza, i den centrala delen av landet, 60 km söder om huvudstaden Kairo.